# Mykoła Kurasow
Mykoła Wiktorowycz Kurasow, ukr. Микола Вікторович Курасов, ros. Николай Викторович Курасов, Nikołaj Wiktorowicz Kurasow (ur. 14 grudnia 1953 w Mińsku, Białoruska SRR, zm. 22 października 2015 w Sumach) – ukraiński piłkarz pochodzenia białoruskiego, grający na pozycji obrońcy, trener piłkarski.

## Kariera piłkarska
W 1972 rozpoczął karierę piłkarską w klubie Frunzeneć Sumy. W 1976 został piłkarzem Kołosu Pawłohrad. W 1979 przeniósł się do Metałurh Dnieprodzierżyńsk, w którym zakończył karierę piłkarza w roku 1982.

## Kariera trenerska
Jeszcze będąc piłkarzem rozpoczął pracę szkoleniowca. W latach 1980–1981 łączył funkcje piłkarskie i trenerskie w Metałurhu Dnieprodzierżyńsk. W 1989 stał na czele amatorskiego zespołu Awtomobilist Sumy, a w 1991 po zaproszeniu Mychajła Fomenki pozostał pracować w sztabie szkoleniowym sumskiego klubu, który potem nazywał się SBTS Sumy i FK Sumy. W sierpniu 1995 został mianowany na stanowisko głównego trenera FK Sumy, który w następnym roku zmienił nazwę na Ahrotechserwis Sumy. W maju 1996 podał się do dymisji. W 2007 oraz w 2010 pracował jako wicedyrektor w Szkole Sportowej Zmina Sumy. Od 2013 pracuje jako wicedyrektor klubu Barsa Sumy.